# Tennis als Jocs Olímpics d'estiu de 1896
Als Jocs Olímpics d'Estiu 1896 es van disputar dues proves de tennis: individuals i dobles, ambdós en categoria masculina. Les proves es disputaren entre el 9 i el 13 d'abril. Les proves es van disputar a l'Athens Lawn Tennis Club.
Van prendre-hi part 13 tennistes pertanyents a 6 països, 7 d'ells grecs, més Austràlia, França, Alemanya, Gran Bretanya i Hongria. A la categoria de dobles les parelles eren majoritàriament mixtes, per la qual cosa es va integrar aquests competidors a l'Equip Mixt.

## Resum de medalles

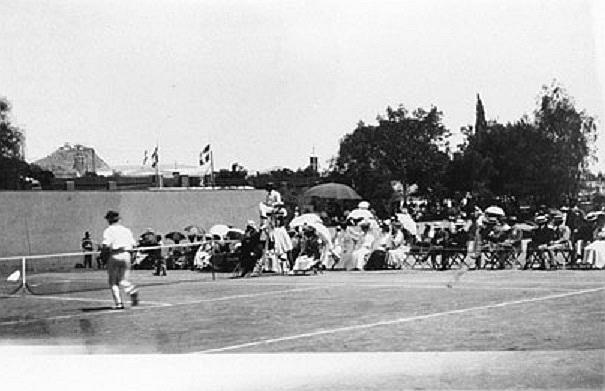
Final individual de tennis als Jocs Olímpics d'estiu 1896

Aquestes medalles foren assignades a posteriori pel Comitè Olímpic Internacional. A l'època, als guanyadors se'ls donava una medalla de plata i els subsegüents llocs no rebien cap premi.
| Prova                      | Or                                          | Argent                                                 | Bronze                                           |
| Individual masculí detalls | John Pius Boland                            | Dioníssios Kàsdaglis                                   | Konstandinos Paspatis                            |
| Individual masculí detalls | John Pius Boland                            | Dioníssios Kàsdaglis                                   | Momcsilló Tapavicza                              |
| Dobles masculins detalls   | Equip mixt John Pius Boland Friedrich Traun | Equip mixt Dioníssios Kàsdaglis Dimítrios Petrokókinos | Equip mixt Teddy Flack (AUS) George S. Robertson |

- L'equip de dobles grec format per Kàsdaglis i Petrokókinos apareix a la base de dades de resultats del COI com a equip mixt. Kàsdaglis es llista com grec en aquesta base de dades per a la prova d'individuals. Petrokókinos no s'identifica amb cap nació a la base de dades del COI; tanmateix, totes les fonts que donen una nacionalitat a Petrokókinos el donen com grec. Kàsdaglis, un grec que viu a Alexandria, es llista com egipci en algunes fonts.
- Teddy Flack era atleta australià però aquest país utilitzava la mateixa bandera de la Gran Bretanya.

## Nacions participants
Un total de 13 tennistes de 6 nacions competiren als Jocs:
- Austràlia (1)
- França (1)
- Alemanya (1)
- Gran Bretanya (2)
- Grècia (7)
- Hongria (1)

## Medaller
| Posició | País          | Or | Argent | Bronze | Total |
| 1       | Equip mixt    | 1  | 1      | 1      | 3     |
| 2       | Gran Bretanya | 1  | 0      | 0      | 1     |
| 3       | Grècia        | 0  | 1      | 1      | 2     |
| 4       | Hongria       | 0  | 0      | 1      | 1     |
| Total   | Total         | 2  | 2      | 3      | 7     |

- França va participar en les proves de tennis, però no aconseguí guanyar cap medalla. Tennistes d'Austràlia i Alemanya guanyaren medalles, però integrats a l'equip mixt en la competició de dobles.